# 橫簾蛤
是帘蛤目帘蛤科横帘蛤属的一种。主要分布于韩国、中国大陆、台湾，常栖息在潮间带至潮下带、水深10米的砂质底。